# 東京都立江北高等学校
東京都立江北高等学校（とうきょうとりつ こうほくこうとうがっこう、英: Tokyo Metropolitan KOHOKU High School）は、東京都足立区西綾瀬四丁目にある東京都立高等学校。

## 概要
1938年（昭和13年）に東京府立第十一中学校として東京市赤坂区青山北町に開校し、1940年（昭和15年）に現在地（当時は東京市足立区）に移転した。江北という校名は、東京下町を貫く隅田川や荒川などの川（江という字は、中国語で大きな川を意味する）の北にある学校ということから名付けられたものであり、東京市の東北部における新たな府立中学校として地域の期待が高く、周辺各地域から多くの志望者を集めた。
2017年現在の足立区にある「江北」という地名と本校は無関係である（実際に足立区江北にある高校は東京都立足立西高等学校である）。
常磐線綾瀬駅は、江北中学校の関係者の熱心な陳情によって1943年（昭和18年）に開業した。戦時下にあっても他校で廃止された英語授業をやめず、戦後はたび重なる火災により創立当時の木造校舎の大半を失ったが、一日たりとも授業をやめることはなかった。創立以来の校是は「文武両道 質実剛健」。
1950 - 60年代は第五学区で上野に次ぐ位置にあり、連年数十名を早慶・国立大学へ輩出していた。学校群制度時は52群の上野・白鷗に次ぐ進学校であったが、その後は進学実績が低迷した。現在は、教員公募制の実施、2006年から都の重点支援校指定、2007年から駿台予備学校と提携してオンデマンド駿台サテネットシステムが導入されるなど、進学実績上昇のために改革が進んでいる。2008年からは新入生合宿、勉強合宿、土曜授業の復活などが新たに行われた。これらの取組が評価されたこともあり、2010年度より進学指導推進校に指定されている。

## 沿革
- 1938年1月22日 - 東京府立第十一中学校として東京市赤坂区青山北町にあった青山師範学校の旧校舎（後の青山北町アパート）にて開校。
- 1940年4月1日 - 現在地に移転。
- 1941年4月1日 - 東京府立江北中学校と改称。
- 1943年
  - 4月1日 - 最寄駅である常磐線綾瀬駅が開業。
  - 7月1日 - 都制施行により東京都立江北中学校となる。
- 1948年
  - 4月1日 - 学制改革により東京都立第十一新制高等学校となる。
  - 4月20日 - 定時制課程を本校と蒲原分校に併設[2]。
- 1950年
  - 1月28日 - 東京都立江北高等学校と改称。
  - 4月1日 ― 実質的な男女共学開始。
- 1951年 - 蒲原分校廃止[2]。
- 1967年 - 学校群制度導入、旧第五学区内で足立と53群を組む。
- 1982年 - グループ合同選抜制度導入、足立・淵江・足立西・足立東・青井・足立新田の各校と52グループを組む。
- 1994年 - 現在の単独選抜制度導入。
- 2003年4月1日 - 2学期制開始。
- 2006年 - 都の重点支援校に指定。
- 2008年
  - 4月1日 - 3学期制に復帰。
  - 11月 - 創立70周年記念式典実施。
- 2010年 - 進学指導推進校に指定。
- 2013年 - 進学指導推進校に再指定。

## 校歌
- 『東京都立江北高等学校校歌』（作詞：土岐善麿、作曲：信時潔）

## 部活動
- 軟式野球部は1960年以来度々全国大会に出場し、直近では1999年の全国大会に出場している。それ以外でも東京都大会では常に上位に進出している（硬式野球部はない）。2010年夏の軟式高校野球東京都大会では準優勝した。演劇部は多くの大会で賞を獲得し、1998年・2005年には全国大会で準優勝などを受賞している。また陸上競技部でもインターハイなどの全国大会に活躍する選手を輩出している。そのほか過去には全校書道展で文部大臣賞、ボクシング全国高校フェザー級で2位、体操部タンブリングでインターハイ優勝、全国高校囲碁選手権で3位などの成績を残している。

### 運動部
- 柔道部
- 水泳部
- 剣道部
- バドミントン部
- 陸上競技部
- ラグビー部
- 軟式野球部
- バレーボール部
- サッカー部
- バスケットボール部
- 卓球部
- テニス部
- ソフトテニス部
- ソフトボール部
- 空手部
- 体操部
- ダンス部

### 文化部
- 吹奏楽部
- 放送部
- 調理部
- 音楽部
- 茶道部
- 華道部
- 美術部
- 理化部（化学班・天文班・地学班）
- ボランティア部
- 漫画研究部
- 演劇部
- 和太鼓部
- 生物部
- 音楽村
- アコースティックギター部

## 最寄駅
- JR東日本常磐線・東京メトロ千代田線：綾瀬駅
- 東武伊勢崎線：五反野駅
- つくばエクスプレス：青井駅

また、つくばエクスプレスが高校の下を通っている。

## 学園祭
- 江北祭と呼ばれる文化祭は毎年9月に行われ、体育祭は1学期中に実施されている。かつては学芸祭、運動会などを一括して江北祭と銘打ち、それほど期間を空けずに実施していた。平成6年以降、体育祭を分離して1学期に実施することで定着した。

## 関連団体
- 江北会 - 同窓会

## 著名な出身者
- 會田雄亮（陶芸家、東北芸術工科大学名誉教授）
- 石川弘義（社会学者、成城大学名誉教授）
- 石井恭二（元現代思潮社社主）
- 磯田光一（評論家）
- 小此木政夫（慶應義塾大学名誉教授）
- 岸田健作（タレント）
- 北村和夫（俳優）
- 小林優子 (声優)
- 佐々木敦規（テレビディレクター）
- 鈴木健（日本テレビアナウンサー）
- 田沼武能（写真家、東京工芸大学名誉教授、元日本写真家協会会長、文化勲章）
- 田村晃一（青山学院大学名誉教授）
- 出口裕弘（小説家・フランス文学者）
- 長尾立子（元参議院議員、元法務大臣）
- 中田康雄（カルビー相談役、元代表取締役社長）
- 原元美紀（フリーアナウンサー）
- ひこねのりお（アニメーター・明治カールおじさん、サントリーパピプペンギンズなどのキャラクター原案者）
- 雛形あきこ（タレント・定時制中退）
- 深谷隆司（前衆議院議員、元通産大臣）
- 堀井新太（D-BOYS タレント・俳優）
- 森本和夫（東京大学 名誉教授）
- 諸星大二郎（漫画家）
- 柳家小里ん（落語家）
- 矢田美英（政治家）
- 山口俊夫（フランス法学者、東京大学名誉教授）
- 若狭勝 [3]（弁護士、元衆議院議員、元東京地検特捜部副部長）